# Zeng Gong

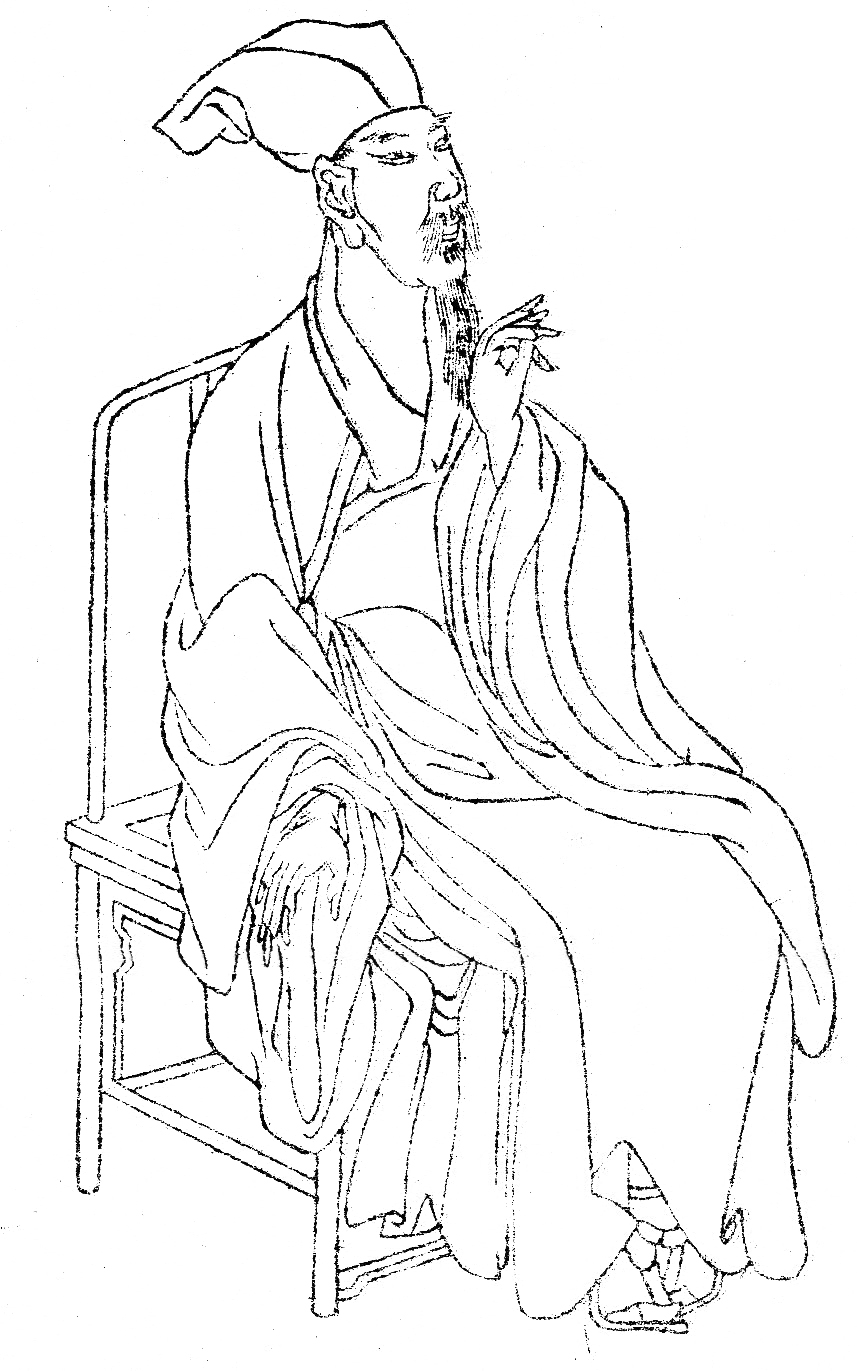
Zeng Gong, 曾鞏

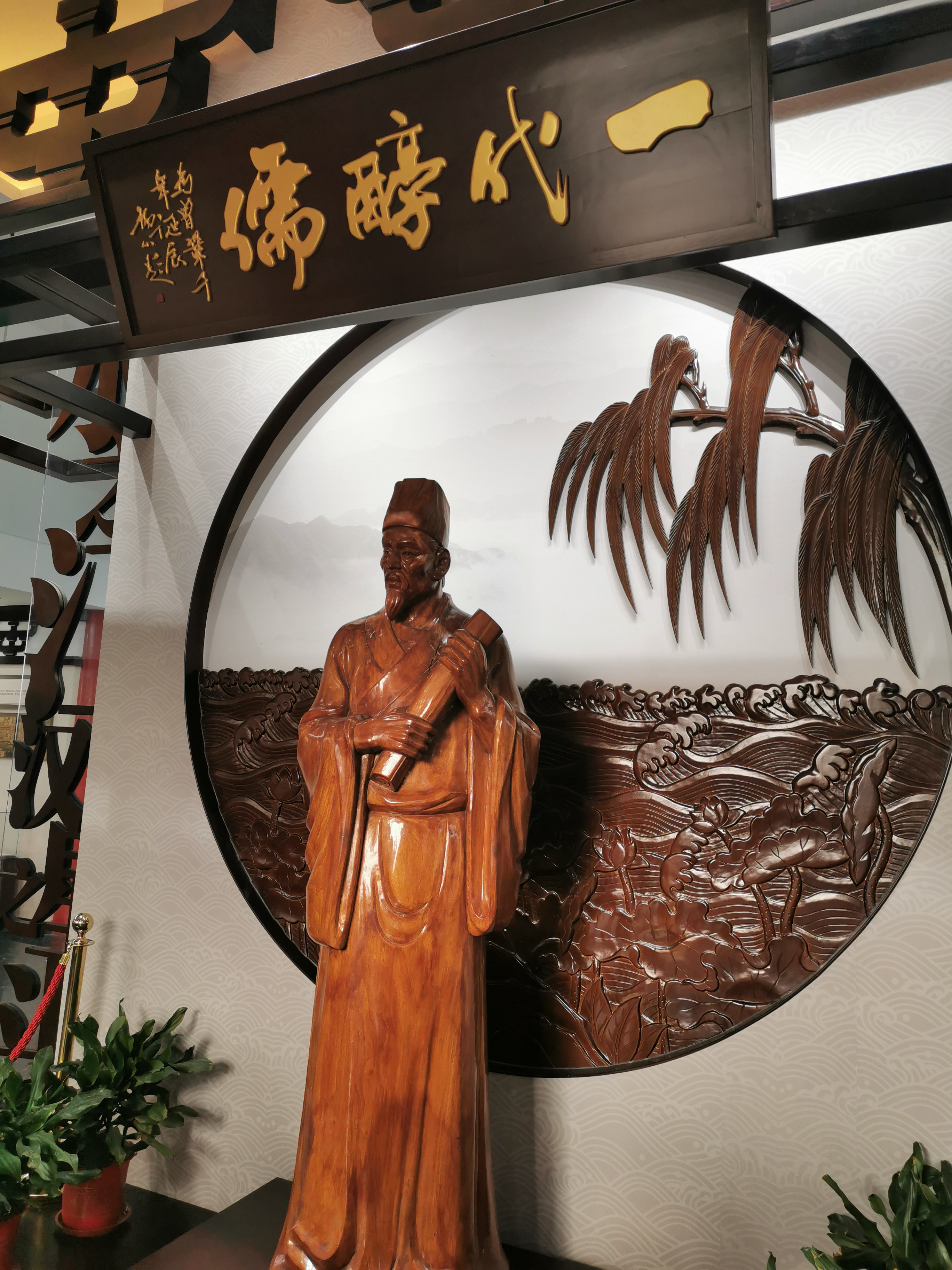

Zeng Gong (1019-1083) (Chinês: 曾鞏, Zigu 子固); foi um erudito e historiador da Dinastia Song na China e um dos defensores do Movimento da Nova Prosa Clássica (新古文運動) e é considerado como o fundador de uma das oito grandes escolas do pensamento das Dinastias Tang e Song (唐宋八大家).
Zeng Gong nasceu em Nanfeng 南豐, Jianchang 建昌 (atual Nanfeng, província de Jiangxi). Diz-se que escreveu Liu lun 六論 quando tão só tinha doze anos. Após o trabalho ser elogiado por Ouyang Xiu, um dos líderes intelectuais da era, Zeng Gong fez-se ampliamente conhecido entre os círculos literários.
Com 18 anos, em 1037, mudou-se para o condado de Yushan 玉山縣 (no atual Jiangxi) para acompanhar ao seu pai Zeng Yizhan 曾易占, que fora nomeado magistrado. Em Yushan, viajou ampliamente pela sua região interior e escreveu seu Xinzhou Yushan xiaoyan ji (遊信州玉山小岩記). O trabalho foi dividido em cinco seções. A primeira descreve a geografia de Yushan, seguido das seções sobre as covas, rochas, etc. As juvenis descrições de Zeng mostram sua vívida imaginação e seu talento literário. Aos 20 anos, Zeng Gong viajou amplamente por toda China, favorecido pelo qual seria o reformador Wang Anshi e posteriormente recomendando-o para Ouyang Xiu.
Em 1057, Zeng Gong atingiu o grau de jinshi (中進) e designado a um emprego militar nas províncias. Ao ano seguinte, foi requerido à capital e serviu dentro do departamento de história - colecionando e redigindo documentos. Em 1069 foi designado sucessivamente como o dirigente de Qizhou 齊州, Xiangzhou 襄州, Hongzhou 洪州, Fuzhou 福州, Mingzhou 明州 e Bozhou 亳州. Em 1080, na rota a um novo destino em Cangzhou (滄州), a Zeng concedeu-lhe uma audiência com o Imperador Shenzong. O Imperador foi impressionado e permitiu que Zeng permanecera na capital para trabalhar numa história do período das Cinco Dinastias. Zeng Gong foi promovido para ajudante do Mestre dos Escreventes (中書舍人) em 1082. Morreu ao ano seguinte em Jiangning 江寧. O novo monarca imperador Lizong concedeu-lhe o título póstumo de "Wending" (文定).
Zeng Gong escreveu por volta de quatrocentos poemas durante sua vida, e muitos ensaios. Seu estilo de escrita em prosa é mais bem discursivo antes que argumentativo. Em termos de filosofia política, Zeng foi um firme seguidor de Ouyang Xiu. Por esta razão, sua reputação como líder de uma das oito grandes escolas de filosofia foi amplamente obscurecida por causa do seu mentor. Entre os trabalhos recopilados de Zeng Gong há cinqüenta capítulos de Yuanfeng lei gao (元豐類稿), quarenta capítulos do Xu yuanfeng lei gao (續元豐類稿) e trinta capítulos do Longping xi (隆平集).